# Qatar Classic
Das Qatar Classic ist ein seit 1992 stattfindendes Squashturnier für Herren und Damen. Es findet in Doha, Katar, statt und ist jeweils Teil der PSA World Series der Herren und Damen. Das Gesamtpreisgeld betrug 2015 bei den Herren 150.000 US-Dollar und bei den Damen 115.000 US-Dollar. Austragungsort ist der Khalifa International Tennis and Squash Complex.
Die erste Austragung 1992 fand unter dem Namen Qatar International statt und firmierte bis 1997 unter dieser Bezeichnung. Rekordsieger bei den Herren ist Jansher Khan mit fünf Titeln. Ebenfalls fünf Titel gewann Nicol David bei den Damen.

## Sieger

### Herren
| Jahr   | Sieger              | Finalgegner         | Ergebnis                         |
| ------ | ------------------- | ------------------- | -------------------------------- |
| 2024   | Diego Elías         | Mostafa Asal        | 12:10, 12:10, 14:12              |
| 2023   | Ali Farag           | Diego Elías         | 15:13, 11:5, 8:11, 11:9          |
| 2022   | Mohamed Elshorbagy  | Victor Crouin       | 11:4, 11:6, 7:11, 11:8           |
| 2021   | Diego Elías         | Paul Coll           | 13:11, 5:11, 13:11, 11:9         |
| 2020   | Ali Farag           | Paul Coll           | 11:8, 6:11, 11:9, 11:9           |
| 2019   | Nicht ausgetragen 1 | Nicht ausgetragen 1 | Nicht ausgetragen 1              |
| 2018   | Ali Farag           | Simon Rösner        | 11:9, 11:7, 11:5                 |
| 2017   | Mohamed Elshorbagy  | Tarek Momen         | 11:8, 10:12, 11:7, 11:7          |
| 2016   | Karim Abdel Gawad   | Mohamed Elshorbagy  | 12:10, 15:13, 11:7               |
| 2015   | Mohamed Elshorbagy  | Grégory Gaultier    | 11:5, 11:7, 5:11, 12:10          |
| 2014   | Nicht ausgetragen 1 | Nicht ausgetragen 1 | Nicht ausgetragen 1              |
| 2013   | Mohamed Elshorbagy  | Nick Matthew        | 11:5, 5:11, 11:6, 6:11, 11:4     |
| 2012   | Nicht ausgetragen 1 | Nicht ausgetragen 1 | Nicht ausgetragen 1              |
| 2011   | Grégory Gaultier    | James Willstrop     | 11:8, 11:7, 2:11, 11:8           |
| 2010   | Karim Darwish       | Amr Shabana         | 8:11, 11:2, 11:7, 11:6           |
| 2009   | Nick Matthew        | Karim Darwish       | 11:5, 12:10, 11:6                |
| 2008   | Karim Darwish       | Amr Shabana         | 11:4, 11:5, 11:3                 |
| 2007   | Amr Shabana         | Grégory Gaultier    | 11:4, 8:11, 11:6, 11:5           |
| 2006 2 | Ramy Ashour         | David Palmer        | 8:11, 11:9, 11:9, 11:6           |
| 2005   | James Willstrop     | David Palmer        | 11:1, 11:7, 11:7                 |
| 2004   | Nicht ausgetragen 1 | Nicht ausgetragen 1 | Nicht ausgetragen 1              |
| 2003   | Lee Beachill        | John White          | 15:12, 15:5, 11:15, 12:15, 15:9  |
| 2002   | Peter Nicol         | David Palmer        | 15:9, 13:15, 15:6, 13:15, 15:7   |
| 2001   | Peter Nicol         | David Palmer        | 15:12, 15:5, 10:15, 12:15, 15:10 |
| 2000   | Nicht ausgetragen   | Nicht ausgetragen   | Nicht ausgetragen                |
| 1999   | Nicht ausgetragen   | Nicht ausgetragen   | Nicht ausgetragen                |
| 1998   | Nicht ausgetragen 1 | Nicht ausgetragen 1 | Nicht ausgetragen 1              |
| 1997   | Jonathon Power      | Peter Nicol         | 17:16, 15:13, 14:17, 9:15, 15:8  |
| 1996   | Jansher Khan        | Rodney Eyles        | 15:10, 15:7, 13:15, 15:10        |
| 1995   | Jansher Khan        | Rodney Eyles        | 15:4, 15:9, 17:16                |
| 1994   | Jansher Khan        | Rodney Eyles        | 15:5, 15:7, 15:2                 |
| 1993   | Jansher Khan        | Rodney Martin       | 15:7, 15:8, 15:9                 |
| 1992   | Jansher Khan        | Chris Dittmar       | 15:9, 14:15, 12:15, 15:6, 15:11  |

### Damen
| Jahr                         | Siegerin            | Finalgegnerin       | Ergebnis                      |
| ---------------------------- | ------------------- | ------------------- | ----------------------------- |
| 2024                         | Nour El Sherbini    | Nouran Gohar        | 10:12, 5:11, 11:6, 11:9, 11:6 |
| 2023                         | Hania El Hammamy    | Nour El Sherbini    | 9:11, 11:9, 9:11, 11:9, 11:6  |
| 2016–2022: Nicht ausgetragen |                     |                     |                               |
| 2015                         | Laura Massaro       | Nour El Sherbini    | 11:8, 12:14, 11:9, 8:11, 11:9 |
| 2013–2014: Nicht ausgetragen |                     |                     |                               |
| 2012                         | Nicht ausgetragen 1 | Nicht ausgetragen 1 | Nicht ausgetragen 1           |
| 2011                         | Nicol David         | Madeline Perry      | 11:2, 11:7, 11:3              |
| 2010                         | Nicol David         | Rachael Grinham     | 11:5, 11:8, 11:9              |
| 2009                         | Jenny Duncalf       | Rachael Grinham     | 11:5, 11:3, 11:3              |
| 2008                         | Nicol David         | Natalie Grinham     | 11:7, 11:3, 11:9              |
| 2007                         | Nicol David         | Natalie Grainger    | 9:6, 9:4, 10:9                |
| 2006 2                       | Nicol David         | Natalie Grinham     | 9:7, 2:9, 9:7, 9:2            |
| 2005                         | Vanessa Atkinson    | Vicky Botwright     | 9:7, 9:4, 9:2                 |
| 2004                         | Vanessa Atkinson    | Rachael Grinham     | 9:4, 9:7, 9:6                 |
| 2003                         | Natalie Grainger    | Carol Owens         | 10:9, 9:7, 9:10, 9:4          |
| 2002                         | Nicht ausgetragen 1 | Nicht ausgetragen 1 | Nicht ausgetragen 1           |
| 2001                         | Sarah Fitz-Gerald   | Leilani Joyce       | 9:0, 9:2, 9:1                 |

 1 Da die Weltmeisterschaft in Doha ausgetragen wurde, entfiel das Turnier in diesem Jahr.

 2 Aufgrund von Bauarbeiten in der Austragungsstätte wurde das Turnier statt wie geplant im Dezember 2006 erst im April 2007 ausgetragen.